# Списак холандских владара
Ово је списак владара Краљевине Холандије. За списак владара Грофовије Холандије, види Списак холандских грофова. Ово је списак холандских владара и особа које имају право да то постану. 

## Владари

### Династија Орање-Насау
| Слика | Име                                                     | Датум рођења      | Датум смрти        | Владавина                                   | Родбинска веза са претходником |
| ----- | ------------------------------------------------------- | ----------------- | ------------------ | ------------------------------------------- | ------------------------------ |
|       | Вилхелм I (Вилхелм Фредерик)                            | 24. август 1772.  | 12. децембар 1843. | од 15. мартa 1815. до 7. октобра 1840.      | изабран на Бечком конгресу     |
|       | Вилхелм II (Вилхелм Фредерик Џорџ Лидевијк)             | 6. децембар 1792. | 17. март 1849.     | од 7. октобра 1840. до 17. мартa 1849.      | син                            |
|       | Вилхелм III (Вилхелм Александер Паул Фредерик Лодевијк) | 17. фебруар 1817. | 23. новембар 1890. | од17. мартa 1849. do 23. новембар 1890.     | син                            |
|       | Вилхелмина (Вилхемина Хелен Паулине Марија)             | 31. август 1880.  | 28. новембар 1962. | од 23. новембар 1890. до 4. септембра 1948. | ћерка                          |

### Династија Мекленбург
| Слика | Име                                           | Датум рођења    | Датум смрти    | Владавина                                  | Родбинска веза са претходником |
| ----- | --------------------------------------------- | --------------- | -------------- | ------------------------------------------ | ------------------------------ |
|       | Јулијана (Јулијана Луиз Ема Марија Вилхемина) | 30. април 1909. | 20. март 2004. | од 4. семптембра 1948. до 30. априла 1980. | ћерка                          |

### Династија Липе
| Слика | Име                                    | Датум рођења     | Датум смрти | Владавина                               | Родбинска веза са претходником |
| ----- | -------------------------------------- | ---------------- | ----------- | --------------------------------------- | ------------------------------ |
|       | Беатрикс (Беатрикс Вилхелмина Армгард) | 31. јануар 1938. |             | од 30. априлa 1980. до 30. априлa 2013. | ћерка                          |

| Слика | Име                                                       | Датум рођења    | Датум смрти | Владавина           | Родбинска веза са претходником |
| ----- | --------------------------------------------------------- | --------------- | ----------- | ------------------- | ------------------------------ |
|       | Вилем Александер (Вилем-Александер Клаус Георг Фердинанд) | 27. април 1967. |             | од 30. априлa 2013. | син                            |

## Наследни низ
Од 1983. године Холандија користи чисту примогенитуру, што значи да синови више немају предност над ћеркама. Престолоналседница је Катарина-Амалија, принцеза од Оранжа, ћерка краља Вилема-Александера. 
1. Њена Краљевска Висост, принцеза Катарина Амалиjа принцеза од Оранжа - најстарије дете краља
2. Њена Краљевска Висост, принцеза Алексиа од Холандије - средње дете краља
3. Њена Краљевска Висост, принцеза Ариане од Холандије - најмлађе дете краља
4. Његова Краљевска Висост, принц Константин од Холандије - млађи брат краља
5. Грофица Елоисе од Орање-Насауа - најстарије дете принца Константина
6. Гроф Клаус-Касимир од Орање-Насауа - средње дете принца Константина
7. Грофица Леоноре од Орање-Насауа - најмлађе дете принца Константина
8. Њена Краљевска Висост, принцеза Маргриет од Холандије - тетка краља
9. Његова Висост, принц Мауритс од Орање-Насауа - најстарије дете принцезе Маргриет
10. Његова Висост, принц Бернхард од Орање-Насауа - друго дете принцезе Маргриет

Средње дете краљице Беатрикс, принц Фрисо од Орање-Нассауа, изгубио је наследна права када се оженио без одобрења парламента. Два најмлађа сина принцезе Маргриет су такође изгубили наследна права оженивши се без одобрења парламента. Две сестре краљице Беатрикс и принцезе Маргриет су на исти начин изгубиле своја наследна права. Унуци принцезе Маргриет тренутно немају наследна права јер нису у довољно блиском сродству с тренутним монархом; уколико њихова нана или отац наследе круну, они ће добити наследна права. 